# Flugplatz Wasserkuppe

i7
i11
i13
Der Flugplatz Wasserkuppe (ICAO-Code: EDER) ist ein Sonderlandeplatz und liegt in der hessischen Rhön im Landkreis Fulda.

## Geografie
Das Fluggelände liegt am Osthang der 950,2 Meter (über Normalnull) hohen Wasserkuppe, etwa fünf Kilometer nördlich von Gersfeld. Poppenhausen liegt etwa fünf Kilometer westsüdwestlich und Wüstensachsen (Hauptort der Gemeinde Ehrenberg) etwa fünf Kilometer östlich. Der Flugplatz selbst liegt auf 902 m ü. NN und ist einer der höchstgelegenen der etwa 400 Flugplätze in Deutschland (Segelfluggelände Klippeneck: 950 m). Er ist als Sonderlandeplatz klassifiziert und mit jährlich bis zu 18.000 Flugbewegungen einer der meist frequentierten Sonderlandeplätze in Deutschland.

## Geschichte

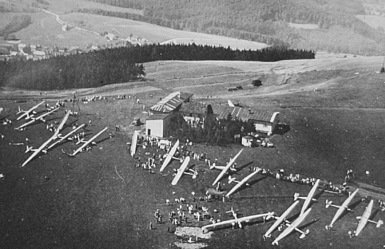
Wasserkuppe um 1935

Die Wasserkuppe wird seit 1911 als Fluggelände genutzt, als erstmals Darmstädter Schüler Versuche mit selbst gebauten Gleitern durchführten. 1924 gründete Arthur Martens die Martens Fliegerschule. In dieser Zeit fanden alle fliegerischen Aktivitäten wie die Rhönwettbewerbe in der Nähe des Gipfels der Wasserkuppe statt. Nach der Machtergreifung der Nationalsozialisten übernahm der paramilitärische Deutsche Luftsportverband und 1937 das Nationalsozialistische Fliegerkorps als Reichssegelflugschule den Flugplatz und errichtet größere Gebäude für die Unterbringung und Ausbildung der Flugschüler. Es wurde aber keine befestigte Start-Landebahn errichtet.
Die Schneise für die Start- und Landebahn wurde im Winter 1958/59 in den Wald geschlagen. Nach Planier- und Befestigungsarbeiten wurde die Bahn im Jahre 1962 fertiggestellt. Die Erdarbeiten mit schwerem Gerät führten das 14. amerikanische Panzerregiment aus Fulda und ein Bundeswehrbataillon aus Hammelburg durch. Im Jahre 1981 wurde die Bahn auf einer Länge von 400 Metern asphaltiert. Im Jahre 1997 wurde sie saniert und verlängert, um die Voraussetzungen für die luftrechtlichen Genehmigungen zu erfüllen. Durch Verlegung von Drainagen wurden im Jahre 2005 Feuchtstellen im Bereich des Flugfeldes beseitigt. 2006 wurde der Zuschauerbereich gepflastert und die Rollwegführung zur Tankstelle verbessert.
Im Jahr 2012 entstand ein neues Flugplatzgebäude mit Schulungsräumen und Büros für die Fliegerschule, Hangars für die Motorflugzeuge und einem neuen Turm. Für Besucher bietet es eine Aussichtsplattform und ein Bistro.

## Beschreibung

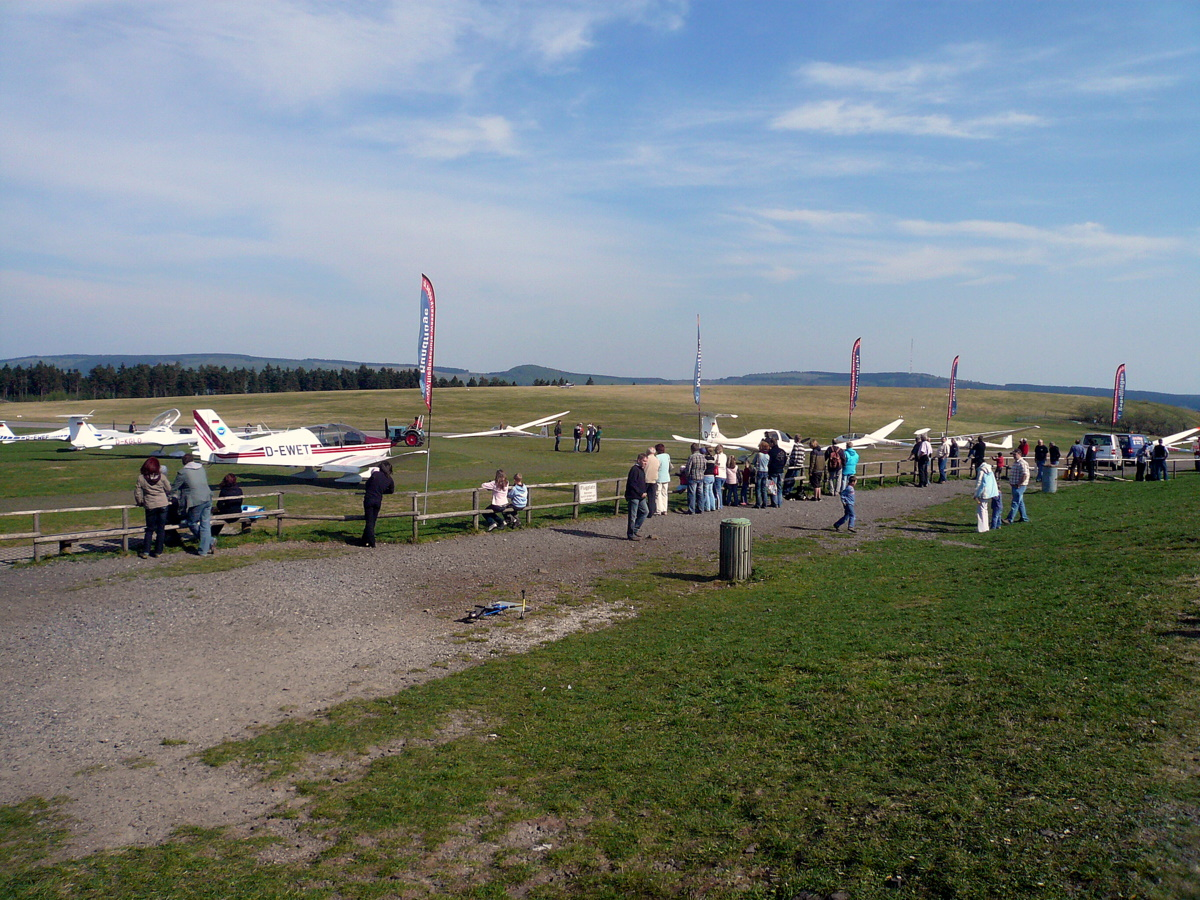
Flugzeuge und Zuschauerbereich

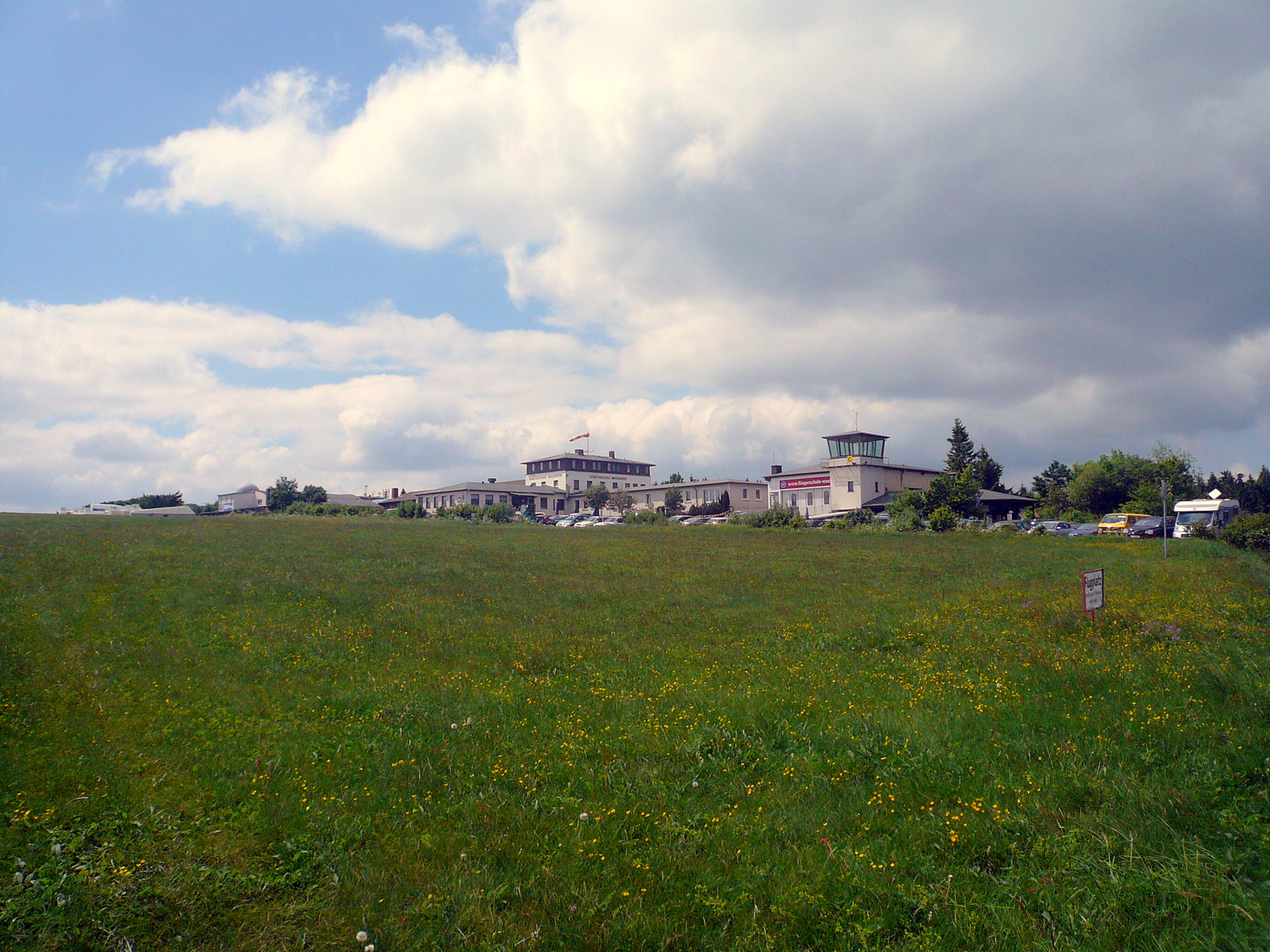
Hangars, davor Weltensegler

Der Sonderlandeplatz Wasserkuppe ist zugelassen für Motorflugzeuge bis zu einem Höchstabfluggewicht von 2000 Kilogramm, Motorsegler, Segelflugzeuge und für Ultraleichtflugzeuge. Genutzt wird der Flugplatz von der 1924 gegründeten Fliegerschule Wasserkuppe, der ältesten Segelflugschule Deutschlands. Außerdem nutzen die auf der Wasserkuppe ansässigen Flugsportvereine, die sogenannten Rhönfluggruppen, den Platz. Auf der Wasserkuppe sind etwa 50 Segelflugzeuge und 15 Motormaschinen stationiert. Dem Flugfeld angeschlossen ist eine Tankstelle für die Motorflieger. Am Flugfeld befindet sich ein Gebäude mit Büros, Schulungsräumen, einer Aussichts-Terrasse, einem Bistro und einem Hangar für Motorflugzeuge aus dem Jahre 2013. Der Flugplatz hat eine Genehmigung aus dem Jahre 2005 für jährlich etwa 18.000 Starts und Landungen.

## Start- und Landebahnen
Die Start- und Landebahn des östlichen Flugplatzes hat eine asphaltierte Länge von 593 und eine Breite von 15 Metern. Mit dem nutzbaren Grasbereich beträgt die Länge 743 und die Breite 30 Meter. Die Kennzeichnung der Bahn lautet 06/24. Nicht auf der Wasserkuppe stationierte Motorflugzeuge dürfen ausschließlich auf dieser Bahn und nur in Richtung 24 landen. Die Bahn hat ein hohes Gefälle von 901 bis 872 Meter über Normalnull. Aus diesem Grund wird überwiegend in entgegengesetzter Richtung gestartet und gelandet (zum Start wird die Richtung 06 (hangabwärts) und zur Landung die entgegengesetzte Richtung 24 (hangaufwärts) genutzt). Nur bei starkem Wind wird davon abgewichen. Südlich verläuft parallel eine Grasbahn für die Landung von Segelflugzeugen. Diese Grasbahn wird gelegentlich auch für Windenstarts genutzt.
Eine weitere Grasbahn mit der Bezeichnung 15/33 kreuzt die beiden. Sie wird vorzugsweise zum Landen von Motor- und Segelflugzeugen genutzt. Bei extremen Südwindlagen kann auf ihr auch in Richtung 15 gestartet werden.
Der westliche Teil oberhalb der Landstraße, vor dem Hangar der Fliegerschule Wasserkuppe, verfügt über eine Graslandebahn mit der Bezeichnung 08/26 Weltensegler. Auch diese Start-/Landebahn weist ein starkes Gefälle in östlicher Richtung auf. Auf diesem Teil des Flugplatzes starten die Segelflugzeuge mittels Windenstart.
Für Segelflugzeuge steht noch eine weitere Landebahn südwestlich des Radoms oberhalb des Guckaisees in 820 Meter über Normalnull zur Verfügung. Sie hat die Bezeichnung 03 Goldloch. Auch hier starten teilweise bei entsprechend starkem Ost-/Nordost-Wind Segelflugzeuge im Windenstart.

## Zwischenfälle
- Am 10. Oktober 2005 kam ein Kleinflugzeug beim Landeanflug hart auf, überschlug sich und wurde stark beschädigt.[4]
- Am 3. August 2011 kollidierte ein Segelflugzeug vom Typ Schleicher ASK 23 beim Schleppstart mit einem abgestellten Flugzeug. Das Segelflugzeug wurde dadurch schwer beschädigt und dessen Pilot tödlich verletzt.[5]
- Am 17. August 2014 verunglückte eine Robin DR 400/180 auf der Wasserkuppe ohne Personenschaden.[6]
- In den Jahren 2016, 2017 und 2018 kam es wiederholt zu Unfällen mit mehreren Verletzten unterschiedlicher Schwere beim Gleitschirmfliegen.[7][8][9]
- Am 14. Oktober 2018 erfasste ein Leichtflugzeug des Typs Cessna 172 bei einem missglückten Landeanflug und dem Versuch durchzustarten drei Fußgänger. Eine Frau und ihre zwei Kinder kamen hierbei zu Tode.[10] Die vier Insassen wurden leicht verletzt. Eine Augenzeugin stand unter Schock.[11]